# Großschirma
Großschirma är en stad i Landkreis Mittelsachsen i förbundslandet Sachsen i Tyskland. Staden har cirka 5 000 invånare.